# Zamek Limpurg
Zamek Limpurg – zamek warowny wybudowany przed 1230 w Niemczech, Badenii - Wirtembergii, znajdujący się obecnie w ruinie, na obrzeżach miasta Schwäbisch Hall.
Należał do grafów Schenken von Limpurg. Zbudował go prawdopodobnie Walter I Schenk von Limpurg (zm. 1249). Wzgórze na którym się znajduje było zasiedlone już w czasach prehistorycznych, a później przez ludność celtycką. W 1541 grafowie von Limpurg - po wieloletnim sporze - sprzedali zamek miastu Schwäbisch Hall. Władze miasta dzięki posiadanej twierdzy mogły łatwiej zwalczać bandy rycerskich rabusiów. Grafowie zaś przenieśli się do Obsersontheim oraz Gaildorf.